# Camotes-Inseln
Die Camotes-Inseln sind eine philippinische Inselgruppe, die in der Camotes-See zwischen den philippinischen Hauptinseln Cebu und Leyte liegen. Im Süden befindet sich die Insel Bohol.
Sie gehören zur Provinz Cebu und bestehen aus vier Inseln:
- Pacijan und Tulang mit der Stadtgemeinde (bayan oder municipality) San Francisco. Auf Pacijan liegt der 5 km lange Danao-See
- Poro mit den Stadtgemeinden Poro und Tudela.
- Ponson mit der Stadtgemeinde Pilar

Insgesamt leben auf den Inseln lt. dem Zensus von 2007 89.324 Personen.
Die direkt benachbarten Pacijan und Poro sind nur durch einen schmalen Meeresarm getrennt und durch eine Brücke verbunden.
Die Camotes-Inseln sind mit dem Boot von der Insel Cebu aus vom Hafen Danao und Mandaue City erreichbar. Seit April 2017 verbindet eine Schnellfähre vom Mactan Yachtclub Camotes. Der Ankunftshafen ist Consuelo. Die Fahrt dauert 70 Minuten. Von Leyte sind sie vom Hafen Ormoc City aus erreichbar. Auf den Inseln wird das Motorrad empfohlen.
Der Name Camotes bedeutet im Mexikanischen Süßkartoffel. Auf den Inseln wird Cebuano gesprochen.